# Kathedrale Saint-Lizier

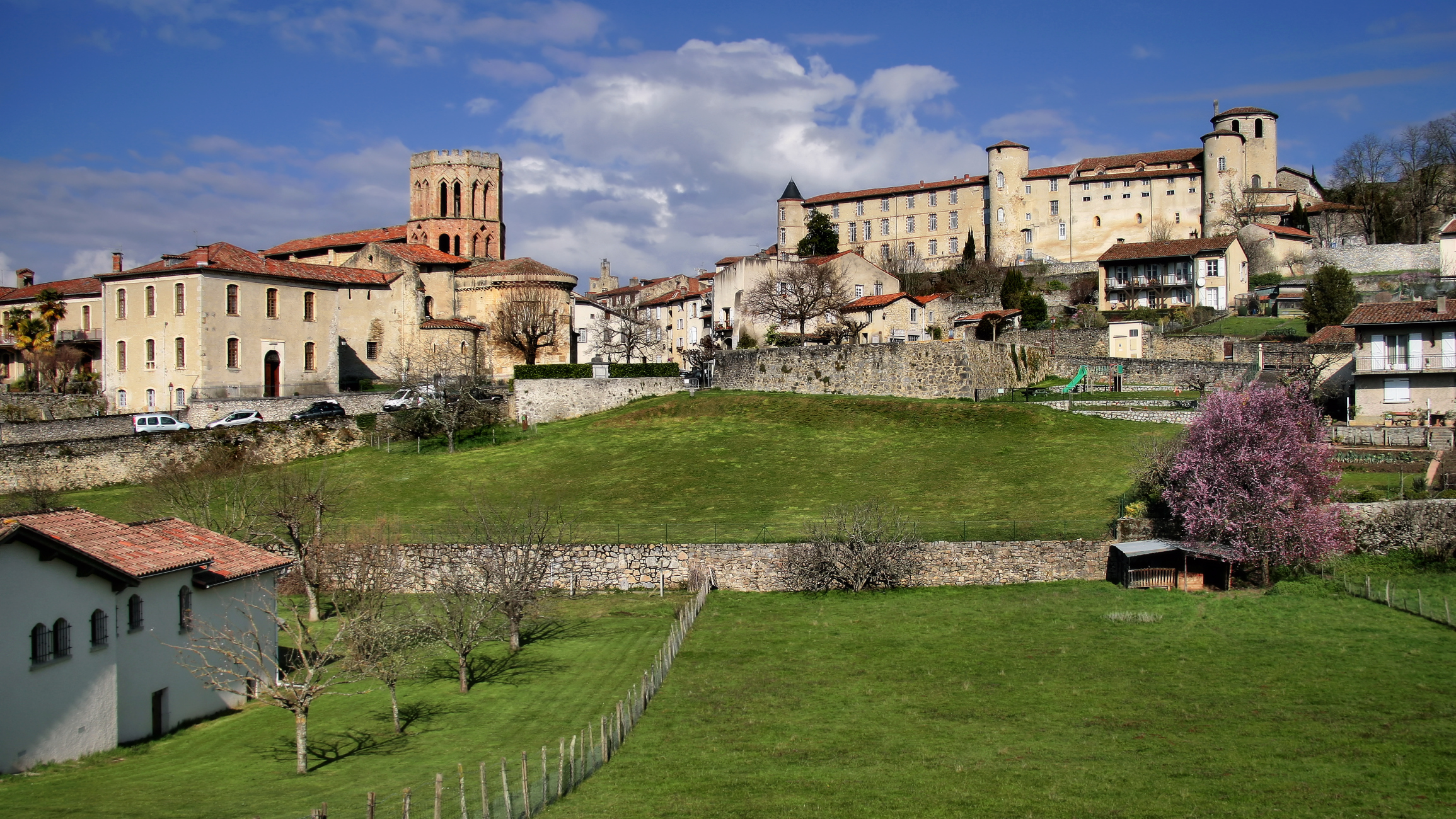
Stadtansicht von Saint-Lizier mit Kathedrale und Bischofspalast

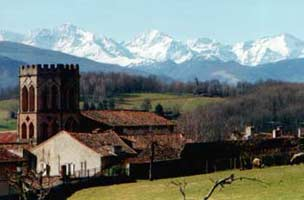
Kathedrale mit ca. 40 km entfernten Pyrenäengipfeln

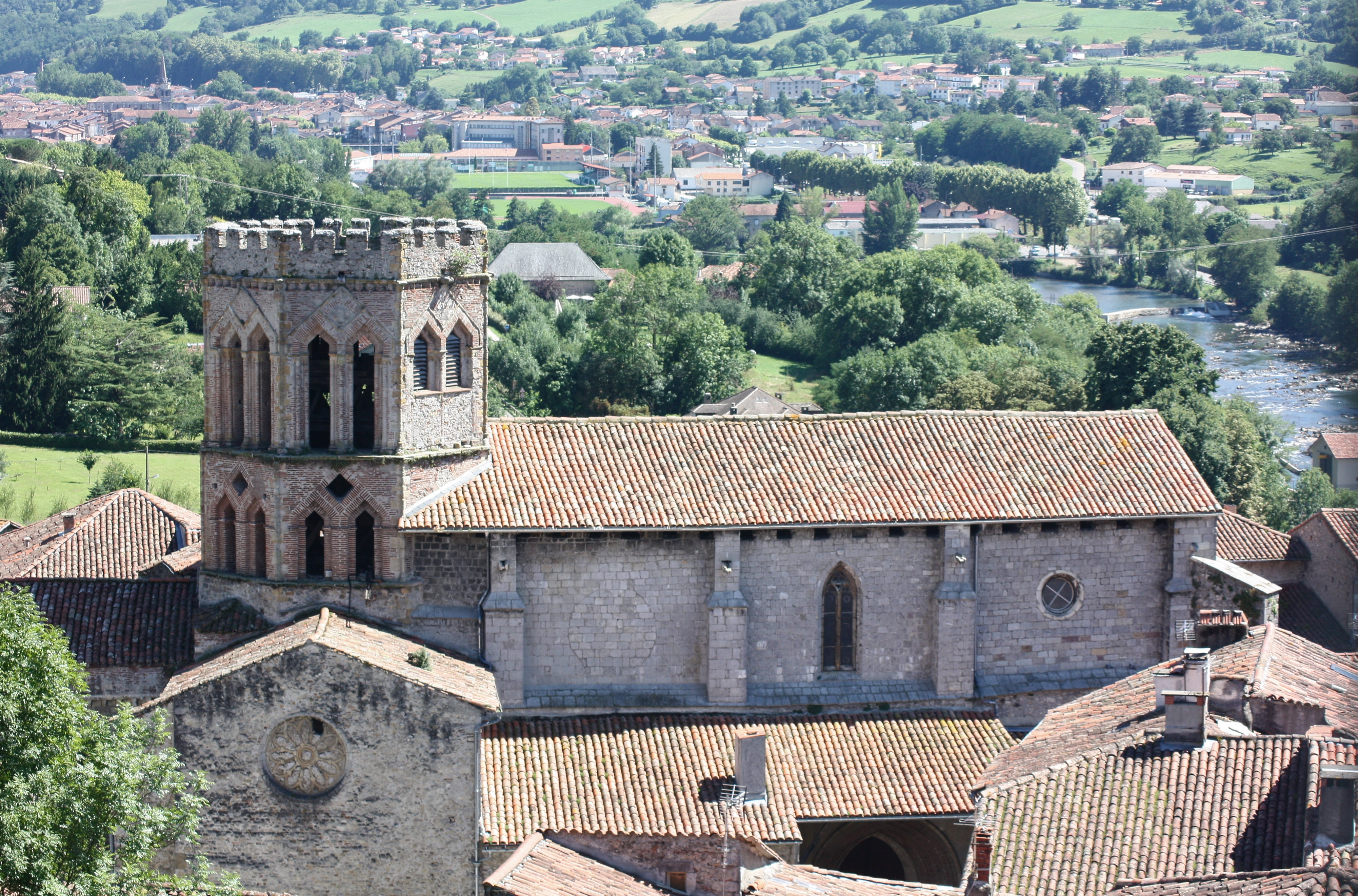
Kathedrale

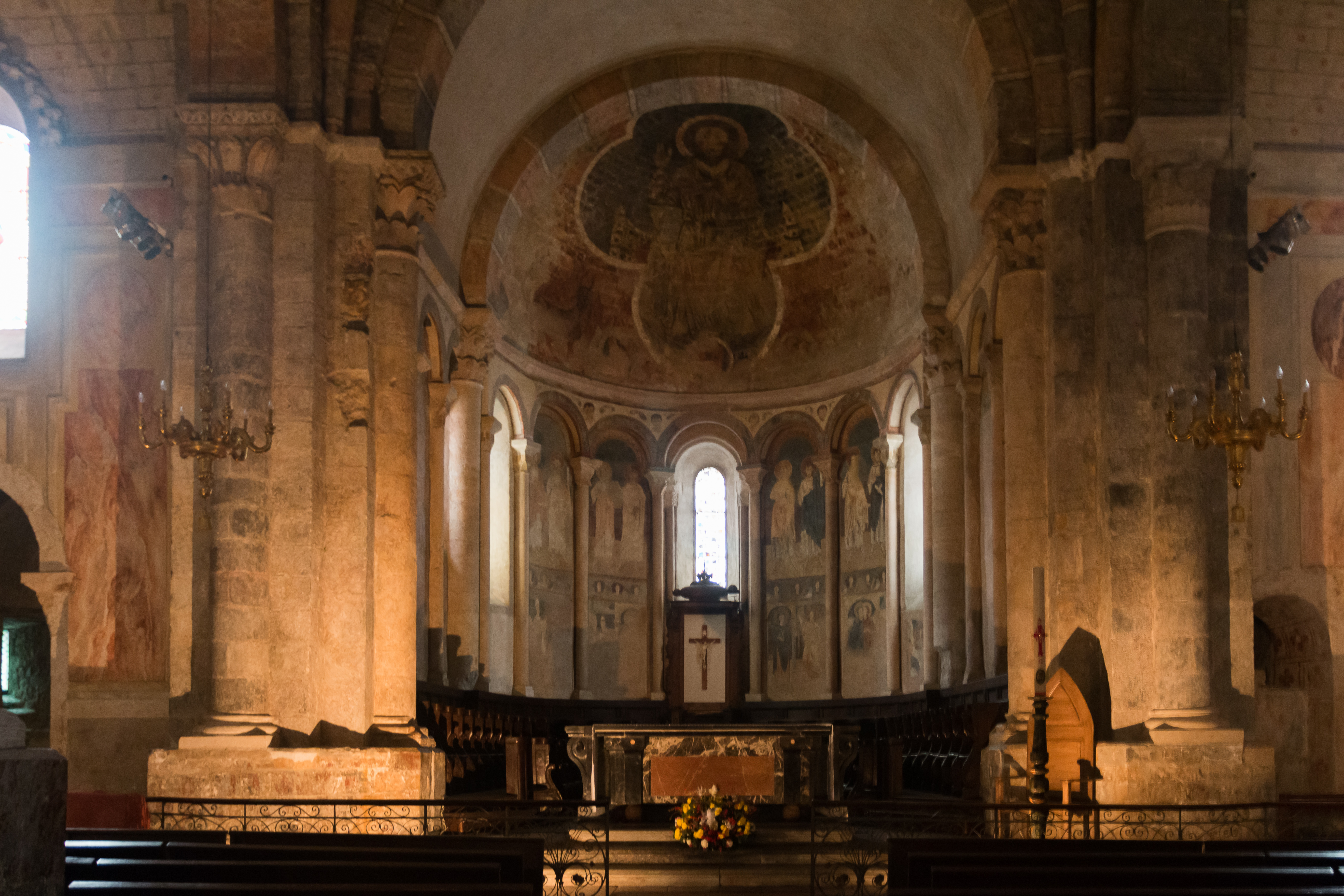
Chor

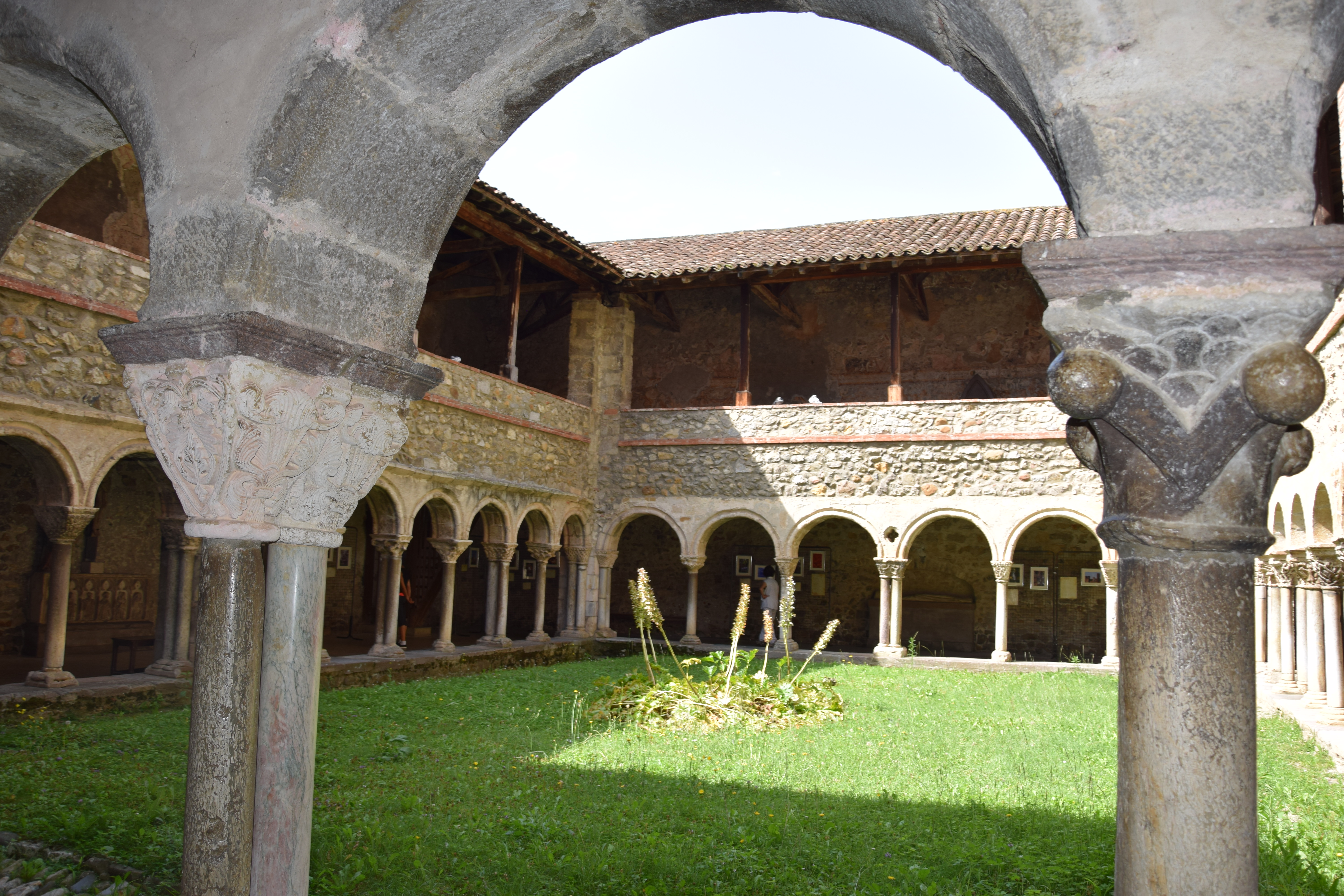
Kreuzgang (cloître)

Die römisch-katholische Kathedrale Saint-Lizier in der südfranzösischen Kleinstadt Saint-Lizier im Département Ariège war Bischofssitz des Bistums Couserans und bis 1655 neben der Kathedrale Notre-Dame-de-la-Sède eine der beiden Bischofskirchen der Stadt. Sie trägt das Patrozinium des hl. Lizier von Couserans. Der Kirchenbau ist bereits seit dem Jahr 1886 als Monument historique anerkannt. Im Jahr 1998 wurden die beiden Ex-Kathedralen, der Bischofspalast und die Überreste der Stadtmauer von der UNESCO als Welterbe-Stätten im Zusammenhang mit den Wegen der Jakobspilger in Frankreich eingestuft.

## Lage
Die ca. 435 m hoch gelegene und etwa 1500 Einwohner zählende Kleinstadt Saint-Lizier liegt auf einer Anhöhe über dem Flüsschen Salat etwa 100 km (Fahrtstrecke) südlich von Toulouse bzw. ca. 45 km westlich von Foix; der Wallfahrtsort Lourdes ist ca. 130 km in westlicher Richtung entfernt. Die Kathedrale von Saint-Lizier liegt am Südrand der Altstadt.

## Geschichte
Das Bistum Couserans existiert schon seit dem 4. Jahrhundert. Mit dem Bau der dem hl. Licerius gewidmeten Kathedrale Saint-Lizier wurde gegen Ende des 11. Jahrhunderts begonnen; im Jahr 1117 wurde die Kirche geweiht. Ab dem Ende des 13. Jahrhunderts wurden die hölzernen Flachdecken durch Gewölbe ersetzt und ein Vierungsturm im tolosaner Stil aufgesetzt. Das Bistum Couserans wurde im Verlauf der Französischen Revolution aufgelöst und im Jahr 1822 größtenteils dem Bistum Pamiers zugeschlagen. Beide Kathedralen wurden zu Pfarrkirchen.

## Architektur
Die von außen eher unscheinbare Kirche wird deutlich aufgewertet durch den aus Ziegelsteinen gemauerten und im Querschnitt oktogonalen Vierungsturm mit abschließendem Zinnenkranz. Über ein gotisches Archivoltenportal auf der Nordseite erreicht man den im Grundriss leicht gekrümmten einschiffigen Kirchenbau. Dieser verfügt über ein Querschiff mit drei Apsiden, von denen die mittlere im Äußeren wie im Inneren besonders hervorgehoben ist; die beiden seitlichen Apsiden sind Hinzufügungen des 17./18. Jahrhunderts. Die Mittelapsis ist durch hohe Blendarkaden mit drei Rundbogenfenstern sowie Malereien gegliedert.
Der im Süden an die Kirche anschließende romanische Kreuzgang enthält zahlreiche Kapitelle, darunter auch einige wenige mit figürlichen Darstellungen.

## Ausstattung
In der Apsiskalotte befindet sich ein Fresko mit Christus als Weltenherrscher (Pantokrator) in einer vierpassförmigen Mandorla. Die ursprünglich in der Nachbarkirche Notre-Dame-de-la-Sède befindliche Orgel stammt aus dem 17. Jahrhundert. Eine Büste des hl. Licerius aus dem 16. Jahrhundert befindet sich im Kreuzgang.